# Aéroport d'Arba Minch
L'aéroport d'Arba Minch (code IATA : AMH • code OACI : HAAM) est situé dans la ville d'Arba Minch en Éthiopie. Cet aéroport est notamment desservi par la compagnie Ethiopian Airlines.

## Situation
| \| 100 km1:14 593 000 \| Jimma Diré Dawa Addis-Abeba Mekele Arba Minch Asosa Aksoum Dar Kombolcha Gambela Gode Gondar Humera Jijiga Kebri Dahar Lalibela Robe Semera Shire |
| 100 km1:14 593 000 |

## Historique
L'aéroport deviendra opérationnel en novembre 1998. Doté à l'origine d'une seule piste goudronnée de 2 795 mètres de long par 45 mètres de large, elle manque d'installations cruciales telles que le matériel de lutte contre les incendies, de services météorologiques, et les services du trafic aérien, qui ne sont pas disponibles. Cependant, des avions de la taille d'un Boeing 737 peuvent atterrir.
En novembre 2010, un accord est signé entre l'United States Air Force et le gouvernement régional pour moderniser l'aéroport. Des travaux estimés à plus de 50 millions de dollars américains sont entrepris pour lui permettre d'être un des douze aéroports éthiopiens capables de recevoir des McDonnell Douglas C-17 Globemaster III.
En octobre 2011, on annonce que des drones General Atomics MQ-9 Reaper sont mis en œuvre depuis ce site qui, selon le porte-parole de la 17e force aérienne rattaché à l'United States Africa Command, sont non armés et utilisés pour la reconnaissance.

## Compagnie aérienne et destination
| Compagnies         | Destinations     |
| ------------------ | ---------------- |
| Ethiopian Airlines | Addis-Abeba Bole |

Edité le 17/11/2023